# Nogent-le-Sec
Nogent-le-Sec är en kommun i departementet Eure i regionen Normandie i norra Frankrike. Kommunen ligger i kantonen Conches-en-Ouche som tillhör arrondissementet Évreux. År 2022 hade Nogent-le-Sec 429 invånare.

## Befolkningsutveckling
Antalet invånare i kommunen Nogent-le-Sec
Referens:INSEE